# Chapelle du Puys de Dieppe
La chapelle Saint-Barthélemy du Puys à Dieppe est un édifice religieux catholique romain édifié dans le quartier de Neuville-lès-Dieppe, dans l'ancien hameau du Puy. Ce quartier fut prisé par les parisiens dès le XIXe siècle comme lieu de villégiature estivale, le temps d'un week-end. Elle date du XIXe siècle. Propriété du diocèse de Rouen et affectée au culte catholique elle accueille ponctuellement des événements culturels, comme le 28e salon de peinture.

## L'ombre d'Alexandre Dumas
L'écrivain Alexandre Dumas fit de cette chapelle et ce hameau du Puys, à la fin de sa vie, un lieu de villégiature. Alexandre Dumas s'éteint le 5 décembre 1870 dans ce hameau du Puys. En effet en 1868, il achète tout le versant-ouest du domaine du Puys à des agriculteurs pour y construire sa villa en 1879. Il s'intéresse au hameau et à son église sur les conseils de George Sand. L'action de cet écrivain est mise l'honneur régulièrement par les amis du vieux Dieppe, une association d'histoire et de patrimoine local. Des excursions à Puys sont aussi organisées par l'association des amis d'Alexandre Dumas.

## Architecture
La chapelle fut construite en pierre et en brique rouge par des pèlerins revenant du pèlerinage de Saint Jacques de Compostelle, d'après l'association normande des pèlerins de saint Jacques. Le style architectural est largement inspiré des églises anglaises de l'ère victorienne, puisqu'à la même époque, le comte anglais Cecil bâtit la villa Cecil dans les environs. En 1942, les plages des environs virent débarquer les troupes canadiennes qui tentèrent de délivrer la France du joug nazi.

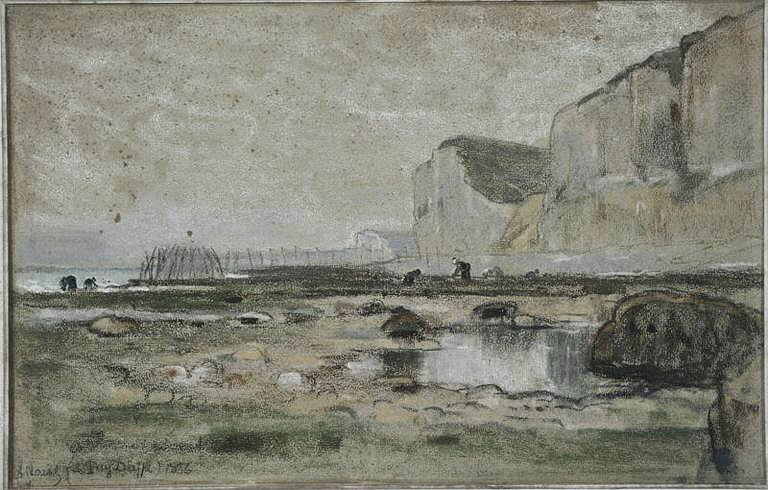
Gravure des falaises en contrebas du hameau du Puy au XIXe siècle par le graveur Alexandre Nozal